# Ctenotus ora
Ctenotus olympicus (плямистий гребневухий сцинк) — вид сцинкоподібних ящірок родини сцинкових (Scincidae). Ендемік Австралії. Описаний у 2012 році.

## Поширення і екологія
Плямисті гребневухі сцинки мешкають на південному заході Західної Австралії, на прибережній рівнині Свон на південь від Перта, між Дансборо та Мандуою. Вони живуть в екваліптових і банксієвих рідколіссях, на піщаних прибережних рівнинах і прибережних пустищах. 